# Dodine
Dodine (ISO-naam) is een fungicide. Het wordt vooral ingezet in de fruitteelt tegen schurft (Venturia inaequalis of Venturia pirina) op appel- en perenbomen en "krulziekte" (Taphrina deformans) op perziken en nectarines. Het werkt vooral door beschadiging van de celmembranen van de schimmels.
Dodine is het zout van azijnzuur en n-dodecylguanidine. Het wordt bereid door de reactie van dodecylamine met een waterige oplossing van cyaanamide, in aanwezigheid van azijnzuur. Het werd reeds in 1956 geregistreerd door American Cyanamid Co. in de Verenigde Staten.

## Regelgeving
De Europese Commissie heeft dodine op de lijst van gewasbeschermingsmiddelen geplaatst die de lidstaten van de Europese Unie kunnen erkennen. In België zijn middelen met dodine toegelaten voor bestrijding van schurft en bladvlekkenziekte op appel-, peren-, kersen- en kriekenbomen.